# Spedition
Eine Spedition ist ein Dienstleistungsunternehmen, welches den Gütertransport von Waren organisiert. Dieses umfasst originär die Organisation der Beförderung im Güterverkehr. Der Spediteur ist dabei Anbieter der Transportleistungen per Eisenbahn, Lkw, Flugzeug, Transportrad, See- oder Binnenschiff, die er häufig von Frachtführern (englisch carrier) zur Vermittlung an den Transporteur einkauft. 
Der Inhaber einer auf Lastwagen spezialisierten Spedition wird in der Schweiz auch als Camionneur bezeichnet.

## Grundsätze
Speditionen sind Verkehrsunternehmen, die sich auf dem Markt als Anbieter von Verkehrsleistungen betätigen. Zumeist bieten sie ergänzende Dienstleistungen an, die mit der Güterbeförderung und dem Warenumschlag im Zusammenhang stehen. Im Zentrum ihres Geschäftsfeldes stehen der Einkauf von Beförderungsleistungen, die Schaffung von Dienstleistungspaketen (Transport, Umschlag, Lagerhaltung) und sonstige logistische Zusatzleistungen. Festzustellen ist im modernen Speditionsgewerbe ein hoher Grad von spezialisierten Dienstleistungsangeboten. Kennzeichnend für logistische Zusatzleistungen ist auch, dass Speditionen Tätigkeiten übernehmen, die unmittelbar mit der Produktion (z. B. Vormontagen), Konfektionierung, beziehungsweise dem Handel mit Gütern (z. B. Regalservice) in Zusammenhang stehen. 

## Leistungsangebot
Die Spedition bietet heute ein sehr differenziertes Leistungsangebot, u. a.
- Stückgutverkehr, Spediteursammelgutverkehre
- Paket- und Expressdienste
- Befrachtung fremder Lkw, nationale und internationale Verkehre
- Güterfernverkehr mit eigenen Lkw (Selbsteintritt)
- Bahnbefrachtung
- Internationale Spedition
- Luftfrachtspedition
- Möbelspedition
- Seefrachtspedition
- Binnenschifffahrtsspedition
- Gefahrgutabfertigung
- Gefahrstofflagerung
- Fahrzeugdistribution
- Umzugsverkehr
- Distributionslagerei
- Massengutlagerei
- Anlagen- und Projektspedition
- Absatzlogistik
- Beschaffungslogistik
- Entsorgungslogistik
- Messe- und Veranstaltungslogistik
- Kontraktlogistik
- Schwer- und Sondertransporte

## Auftragsabwicklung
Funktionen und Aufgaben der Spedition zeigen ein weites Betätigungsfeld:
- Besorgung von Transport- und Umschlagleistungen: Abschluss von Frachtverträgen mit Frachtführern oder Verfrachtern von Seeschiffen über Gütertransporte zu Lande, zu Wasser oder in der Luft einschließlich der Ausstellung der jeweiligen Fracht- und Begleitpapiere, Umschlag von Lademitteln zwischen Verkehrsträgern
- Durchführung von Transport- und Umschlagleistungen: Frachtführertätigkeiten, insbesondere im gewerblichen Güterkraftverkehr, Umschlagleistungen in eigenen oder fremden Anlagen, Durchführung von Überseetransporten mit gecharterten Schiffs- und Luftfrachtkapazitäten
- Organisation und Durchführung von Stückgut-, Paket- und Expressdiensten: Bündelung kleiner Sendungen zu Sammelladungen im Hauptlauf und Verteilung am Zielort in nationalen und europäischen Landverkehren; Konsolidation in Luft- und Seefrachtverkehren
- Lagerhaltung und Distributionslogistik: Ein- und Auslagern, Warenbehandlung, Lagerbestandsmanagement, Kommissionierung, Auslieferung, E-Fulfillment beim E-Commerce
- Gestaltung und Durchführung der Beschaffungslogistik: Übernahme des Supply-Chain-Managements zur Integration der Informations- und Materialströme einschließlich der Durchführung der notwendigen Transport-, Umschlag- und Lagertätigkeiten
- Weitere Dienstleistungen: Mit dem Güterversand, dem Umschlag und der Lagerung sind Leistungen verbunden, die ebenfalls zum Leistungsspektrum der Spedition gehören:
  - die Übernahme von Güter- und Warenbehandlungen (Verpacken, Umpacken, Markieren, Labeln, Bemustern, Mengen- und Qualitätskontrolle, Vermittlung/Gestellung von Lademitteln)
  - Ausstellen und Beschaffung von Transportdokumenten und Begleitpapieren der Konnossementen, z. B. das FBL – FIATA Multimodal Transport Bill of Lading als Durchkonnossement (vgl. Arten von Konnossementen im Artikel Konnossement im internationalen Verkehr), Konsulatsfakturen, Ursprungszeugnisse, Gesundheitsatteste, Zolldeklarationen, Versandscheine
  - Durchführung von Verzollungen und die Erledigung von Zollverfahren im In- und Ausland
  - Ausstellung von Spediteurübernahmebescheinigungen, Spediteur-(Haus)-Konnossementen, Haus-AWB (Air Waybill deutsch: Luftfrachtbrief) und ähnlichen Dokumenten
  - Abschluss und Vermittlung von Transportversicherungen und Ausstellung von Versicherungspolicen
  - Einziehung und Transferierung von Nachnahmen, bankmäßige Abwicklung des Dokumentengeschäfts (Akkreditiv)
  - Bearbeitung von Schadensreklamationen und Kontrollen

## Logistische Dienstleistungen
Logistikaufgaben gehen weit über das traditionelle Geschäft der Optimierung von Güterversendungen und Transportketten hinaus. Die bloße Güterversendung von der Rampe des Versenders an das Wareneingangstor des Empfängers wird zunehmend von Systemlösungen abgelöst, die den Spediteur tiefer in die Beschaffungs- und Absatzprozesse integrieren.
Neben der Organisation von Transport-, Umschlag- und Lagerprozessen sind es die Zusatzleistungen (Value Added Services), die beim Outsourcing für den Kunden einen Mehrwert darstellen:
- Logistikberatung
- Abrufsteuerung
- Bestandsmanagement
- Qualitätskontrollen
- Zentrallagerfunktionen
- Bestellabwicklung für Kunden
- Konfektionierung
- Montagearbeiten
- Kommissionieren, Verpacken
- Etikettierung
- Regalservice
- Fakturierung und Inkasso
- Retourenmanagement
- Callcenter
- Tracking and Tracing
- E-Fulfillment
- Temperaturkontrolle von Waren

## Digitale Spedition
Auch digitale Speditionen erfüllen die oben beschriebenen Leistungen, auch wenn sie über kein eigenes Anlagevermögen für diese Dienstleistungen verfügen. Im Wesentlichen haben sich digitale Speditionen die gesamte Auftragsbearbeitung einer Spedition vorgenommen und sie in sämtlichen Bereichen (Vertrieb, Planung, Umschlag, Transport, Statuswesen, Abrechnung) digitalisiert. Möglichst wird eine Information direkt dann erfasst, wenn sie entsteht.
Bei digitalen Speditionen sind die Prozesse transparent und durch automatisierte und digitalisierte Abläufe werden menschliche Fehler vermieden, Leerfahrten und somit auch CO2-Emissionen reduziert, Zeiten eingespart und dadurch Kosten gesenkt. Andererseits ist die dazu notwendige Anbindung an die Systeme der beteiligten Unternehmen mit hohen Kosten verbunden und es wird in Kauf genommen, dass flexibles Wechseln der Vertragspartner kaum mehr möglich ist.
Digitale Speditionen sind zum Beispiel die Unternehmen Cargo International, Simplelogistik, Truckin, Cargonexx, Pamyra, Mycargorates, Flexport, Forto, Instafreight und Sennder.

## Wirtschaftliche Aspekte
Eine Spedition lohnt sich für den Versender insbesondere dann, wenn verschiedene Transportmittel für dasselbe Frachtgut erforderlich sind. Muss beispielsweise das Frachtgut im Vorlauf zunächst mit Lastkraftwagen zu strategischen Einsatzorten transportiert werden (Flughäfen, Bahnhöfe), danach im Hauptlauf mittels aufnehmender Verkehrsmittel befördert werden und schließlich im Nachlauf wieder mit einem neuen Verkehrsmittel zum Empfänger gebracht werden, fällt die Organisation dazu (Lieferkette) in den vertraglichen Hoheitsbereich des Spediteurs.
Die Einsatzmöglichkeit leistungsfähiger Transportsysteme im Fernverkehr hängt von der zeitlichen und räumlichen Konsolidierung des Stückgutaufkommens an den Versand- und Empfangsorten ab. Das Sammeln und Verteilen erfolgt dabei mit speziell hierfür eingesetzten eigenen oder fremden Nahverkehrsfahrzeugen. Dabei werden die Einzelsendungen im Einzugsgebiet des Versandplatzes gesammelt und auf der Umschlaganlage des Versandspediteurs bezogen auf die Empfangsorte gebündelt. Am Empfangsort des Fernverkehrsfahrzeugs erfolgt dann die Verteilung der Einzelsendungen über die Umschlaganlage des Empfangsspediteurs. Größere Einzelsendungen werden direkt abgeholt und zugestellt, das heißt, sie werden aus Kosten- und Zeitgründen nicht über die Umschlaganlagen der Versand- und Empfangsspediteure umgeschlagen.
Spediteure haben schon in den 1980er Jahren ihre flächendeckenden Stückgutverkehre so beschleunigt, dass heute ein 24-Stunden-Service als Normalfall gilt. Auch ausländische Empfangsorte bis 500 Kilometer Entfernung werden heute innerhalb von 24 Stunden bedient; für längere Strecken und bei Einsatz von Fähren innerhalb von 48 Stunden.

## International

### Deutschland
Trotz nuancierter Spezialangebote wickeln fast alle deutschen Speditionen ihre Geschäfte auf der Grundlage der Allgemeinen Deutschen Spediteurbedingungen (ADSp) ab, die ihrem Wesen nach die branchenüblichen Allgemeinen Geschäftsbedingungen darstellen. Ist der Verbraucher an der Transportabwicklung beteiligt, sind auch andere Geschäftsbedingungen einschlägig, so etwa in bei den Möbel- und Umzugsspeditionen oder bei Paketdienstleistern.

#### Rechtsgrundlagen
Das Speditionsrecht ist im deutschen Handelsrecht geregelt, verwendet wird der Begriff „Spediteur“. Den Spediteur trifft gemäß § 453 Abs. 1 HGB die vertragliche Verpflichtung, die Versendung des Frachtgutes zu besorgen. Der Versender schuldet die vereinbarte Vergütung (§ 453 Abs. 2 HGB), die bei Übergabe des Frachtguts an den Frachtführer/Verfrachter fällig (§ 456 HGB) wird. Das Tatbestandsmerkmal der Versendungsbesorgung impliziert, dass der Spediteur als gewerbsmäßiger Vermittler gegenüber den Frachtführern und Verfrachtern auftritt, die den Transport tatsächlich durchführen. Der Spediteur organisiert nach § 454 HGB die Transportmittel und weist den Transportweg an. Er wählt den Ausführungsberechtigten aus und bestimmt die notwendigen vertraglichen Vereinbarungen für einen leistungsstörungsfreien Transport (etwa Haftung im Schadensfall, Transportversicherung, sichernde Verpackung).
Der Spediteur kann auch selbst als Frachtführer tätig werden, wenn er von seinem Selbsteintrittsrecht Gebrauch macht (§ 458 HGB), eine Fixkostenspedition übernimmt (§ 459 HGB) oder die Beförderung eines Frachtgutes zusammen mit anderen Frachtgütern anderer Absender als Sammelladung eines Frachtvertrages übernimmt (§ 460 HGB). Sammelladungen zu bilden heißt, Sendungen mehrerer Versender zu sammeln, zu einer Ladung zusammenzufassen und sie mit einem Frachtvertrag zu versenden. Die logistische Bündelung kleinerer Sendungen zu Sammelladungen hat eine große verkehrswirtschaftliche Bedeutung.
Der Spediteur haftet im Rahmen der Obhutshaftung für Verlust der Ware beziehungsweise Schäden an der Ware während des Transports (§ 461 HGB). Er ist gemäß § 426, § 461 HGB von der Haftung befreit, soweit der Verlust oder die Beschädigung auf Umständen beruhen, die er auch bei größter Sorgfalt nicht vermeiden und deren Folgen er nicht abwenden konnte (etwa höhere Gewalt).

#### Geschäftsbedingungen
Die meisten Speditionen in Deutschland arbeiten mit den Allgemeinen Deutschen Spediteurbedingungen (ADSp), die – soweit gesetzlich zulässig – teilweise Abweichungen von den Regelungen des Handelsgesetzbuchs (z. B. im Bereich der Haftung) zugunsten der Spediteure, Frachtführer oder Lagerhalter vorsehen. Im Oktober 2016 veröffentlichten der Deutsche Speditions- und Logistikverband (DSLV) sowie diverse Verlader- und Transportverbände eine neue Version, die ADSp 2017, deren Anwendung ab 1. Januar 2017 empfohlen wird.
Die ebenfalls auf dem Markt bisher weiter existierenden AGB, nämlich die Vertragsbedingungen für den Güterkraftverkehrs-, Speditions- und Logistikunternehmer (VBGL) (zuletzt Stand 2015), sowie die Deutschen Transport- und Lagerbedingungen (DTLB) (zuletzt Stand September 2015) dürften ab 1. Januar 2017 auf dem Transportmarkt wahrscheinlich gar keine, allenfalls noch eine unwesentliche Rolle spielen, da deren jeweilige Herausgeber nunmehr auch die ADSp 2017 zur Anwendung empfehlen.
Darüber hinaus arbeiten viele Spediteure auf Grundlage der Logistik-AGB, um für nicht transportbezogene Logistikleistungen eine einheitliche rechtliche Grundlage zu schaffen. Wenn für ein konkretes Leistungsangebot keine speziellen Verträge (Kontraktlogistik) zwischen Spediteur und Kunde abgeschlossen werden, empfiehlt der Deutsche Speditions- und Logistikverband (DSLV) ergänzend zu den ADSp die Anwendung der Logistik-AGB (siehe auch Logistikvertrag).

#### Ausbildungswesen
Die Spedition entwickelt sich allgemein zu einem Logistikdienstleister. Der Ausbildungsberuf des Spediteurs hat sich im 19. Jahrhundert entwickelt. Im heutigen Sprachgebrauch für den Ausbildungsberuf findet sich „Logistiker“. Der Entwicklung von der reinen Spedition zum Logistikdienstleister wurde im Berufsbildungsgesetz Rechnung getragen, in dem der vormalige Ausbildungsberuf Speditionskaufmann seit 2004 die Bezeichnung Kaufmann für Spedition und Logistikdienstleistung trägt. Im Regelfall dauert eine Ausbildung 3 Jahre.

### Irland
Obwohl in Irland keine spezielle Lizenzierung für Logistikunternehmen notwendig ist, existieren eine Reihe von Dachorganisationen (wie die Irish International Freight Association), die bei den teilnehmenden Unternehmen für den Standard und Professionalität sorgen sollen. Speditionsunternehmen sind mit 148 Milliarden Euro Umsatz eines der wichtigsten Standbeine der irischen Ökonomie.

### Kanada
Das Ministerium für das Verkehrswesen in Kanada (Transport Canada) ist das verantwortliche Organ um Richtlinien und Programme in Bezug auf Speditionsunternehmen durchzusetzen. Die meisten Gesetze zum Internationalen Frachttransport fallen allerdings in die Zuständigkeit der Canada Border Services Agency. Der kanadische Dachorganisation der Speditionsunternehmen (Canadian International Freight Forwarders Association – CIFFA) wurde 1948 gegründet, um bei den Mitgliedern gleichbleibenden Standard zu gewährleisten. Die Richtlinien sind für die Unternehmen allerdings nicht verpflichtend.

### Vereinigtes Königreich
Im Vereinigten Königreich sind die Speditionsunternehmen nicht lizenziert. Allerdings sind viele der Unternehmen Mitglied der British International Freight Association, die Güter von verschiedenen Absendern für den Gütertransport nach Europa vereinigt.

### Vereinigte Staaten
In den Vereinigten Staaten von Amerika (USA) müssen Unternehmen, die im nationalen Gütertransport tätig sind, beim Verkehrsministerium der Vereinigten Staaten registriert sein. Dabei handelt es sich um Unternehmen, die Güter von einem Absender akzeptieren, und mit eigenem Frachtschein transportieren dürfen. Unternehmen, die in der internationalen Seefracht tätig sind, müssen bei der Federal Maritime Commission als sogenannte „Ocean Transportation Intermediaries“ registriert sein. Das Gesetz unterscheidet dabei zwischen einem Seefrachtspediteur („ocean freight forwarder“) und einem Non-vessel operating common carrier (NVOCC). Der Ocean-freight forwarder ist für die Dokumentation und logistische Organisation verantwortlich, handelt aber als Agent für einen Auftraggeber und ist deshalb nicht selbst für die Fracht haftbar. Ein NVOCC hingegen ist ein Anbieter für Seefracht, der berechtigt ist, seine eigenen Frachtscheine auszustellen und ist bei Verlust oder Beschädigung der Fracht haftbar. Die Luftfracht wird in den USA, wie in vielen anderen Staaten auch, über die International Air Transport Association lizenziert. Zusätzlich müssen Unternehmen, die Luftfracht befördern, eine Lizenz als Indirect Air Carrier (IAC) beim Department of Homeland Security erwerben.

### Allgemein
- Vom Saumpferd zur Transportindustrie. Kirschbaum-Verlag, Bonn 1978, ISBN 3-7812-1010-3.

### Deutschland
- DSLV Deutscher Speditions- und Logistikverband (Hrsg.): Zahlen-Daten-Fakten aus Spedition und Logistik 2010.
- Wolfgang Oelfke: Güterverkehr-Spedition-Logistik, Speditionsbetriebslehre. Bad Homburg vor der Höhe 1999.
- Steuerberater Branchenhandbuch, Gewerbliche und berufliche Besonderheiten zu Steuern-Wirtschaft, Recht. Loseblattsammlung.
- Willy Kopf (Hrsg.): LORENZ Leitfaden für Spediteure und Logistiker in Ausbildung und Beruf. Band 1 und 2.
- Wieske: Transportrecht schnell erfasst. 3. Auflage. Springer-Verlag, Berlin/Heidelberg 2012, ISBN 978-3-642-29725-0.
- Koller: Transportrecht. Kommentar. 9. Auflage. München 2016, Verlag C.H. Beck, ISBN 978-3-406-70113-9.
- Hartenstein/Reuschle: Handbuch des Fachanwalts für Transport- und Speditionsrecht. 3. Auflage. Verlag Heymanns, Köln 2014, ISBN 978-3-452-28142-5.
- Praxishandbuch Transport. WEKA, Kissing, ISBN 978-3-452-28142-5.